# サンミゲル島

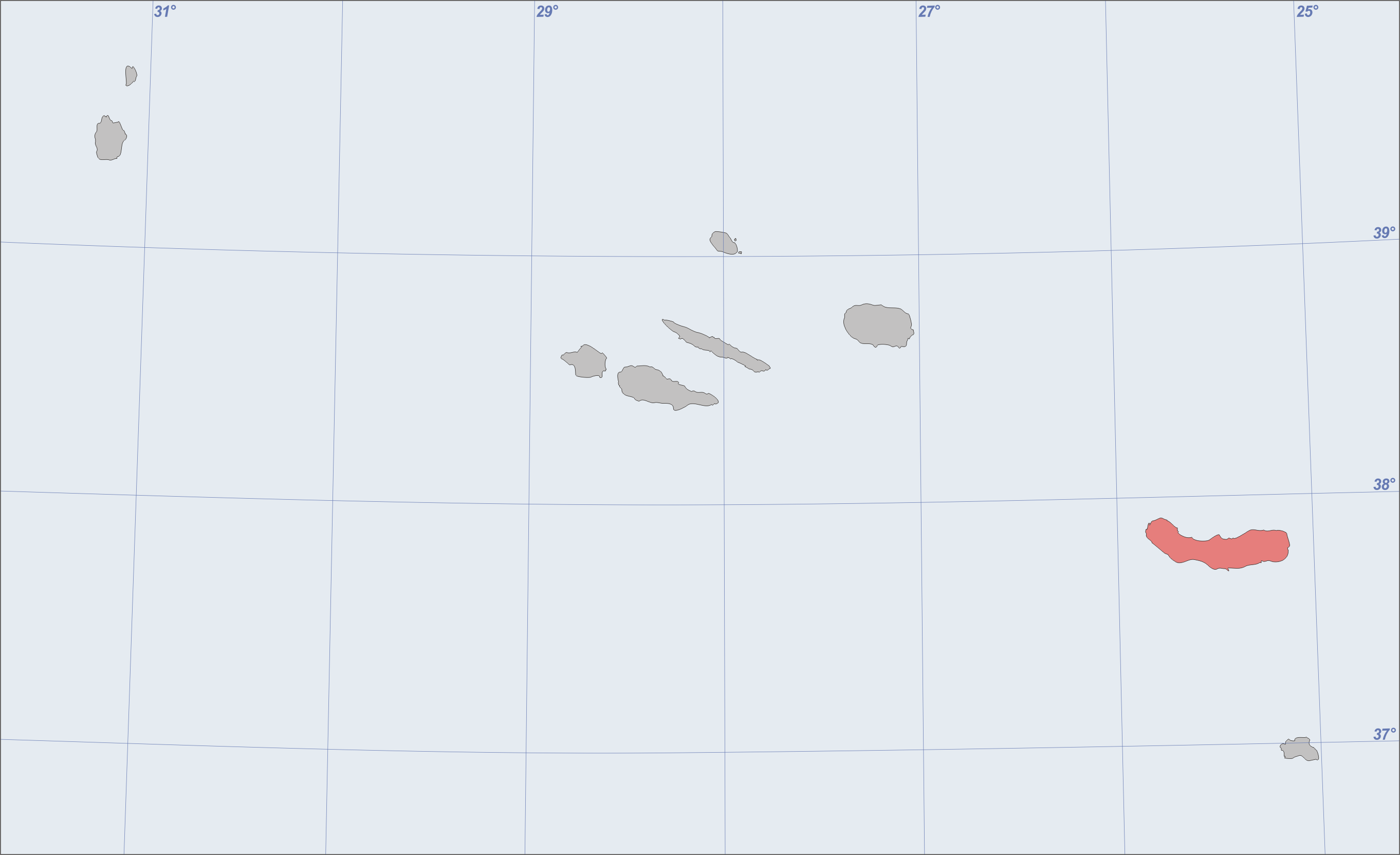
サンミゲル島の位置

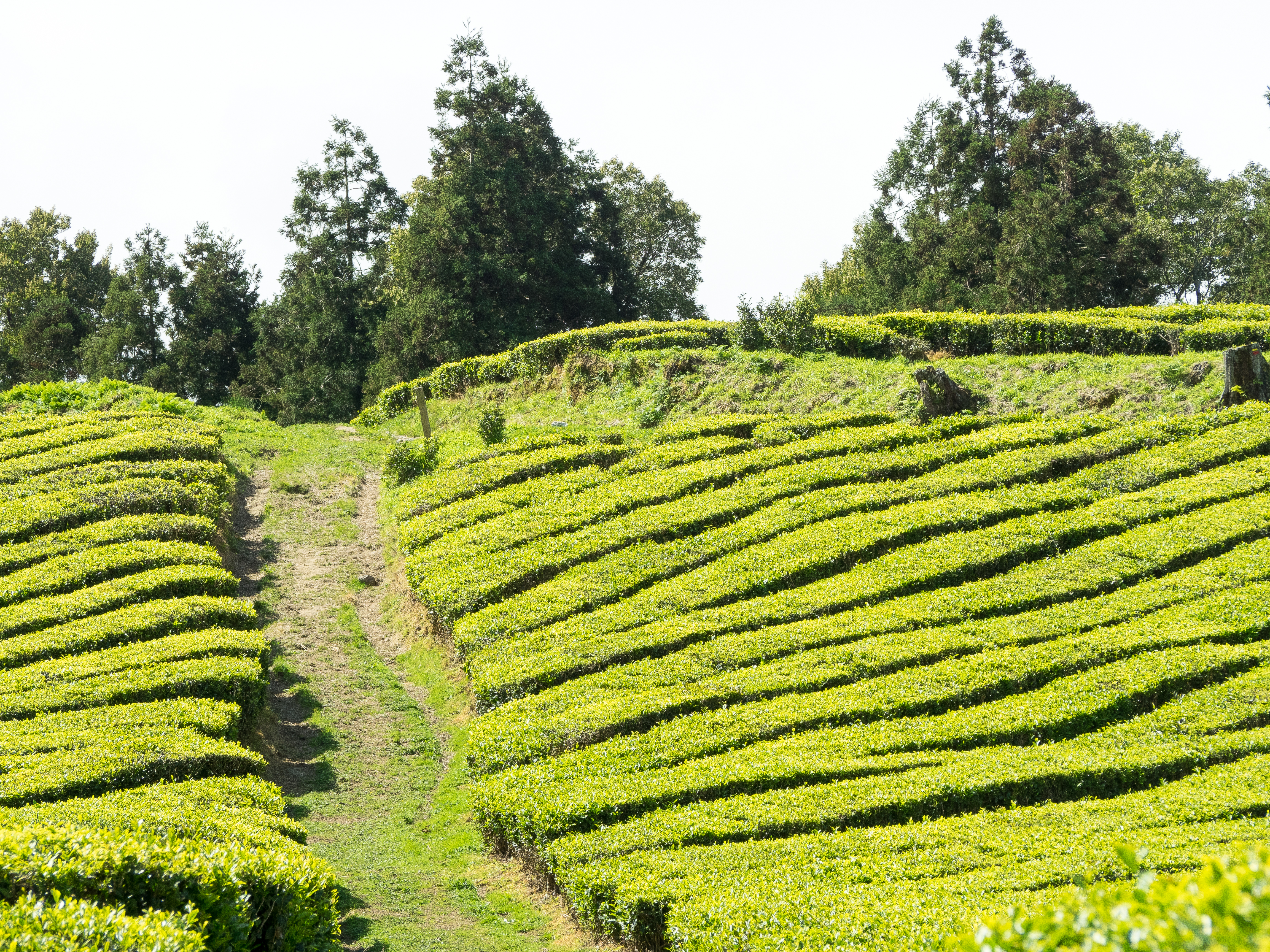
島内の茶畑

サンミゲル島（Ilha de São Miguel）はアゾレス諸島最大の島。ポルトガル領。アゾレス諸島の東部群島のひとつで、面積は759 km2。人口は約13万人（2001年）で、アゾレス諸島全体の人口の半分強にあたる。

## 概要
島は東西にほぼ90 kmに伸び、南北に8から15 kmの幅がある。アゾレス諸島の他の島同様に火山島であり、島内には多くの温泉や間欠泉が見られる。東から、フルナス、フォゴ、セテ・シダデスの3つの成層火山があり、それぞれにカルデラ湖（フルナス湖、フォゴ湖、セテ・シダデス湖）が付属している。最後に噴火が見られたのはセテ・シダデス山で1880年のことである。フルナス山とフォゴ山には温泉と間欠泉があり、硫黄水が流れる場所もある。
島にはマカロネシア地域の照葉樹林があり、タシギなどのカモ類とシギチドリ類の渡り鳥にとって重要な繁殖地および中継地である。東部のフルナス山、中部のフォゴ山（ヴェーリャ・カルデラ）、西部のセテ・シダデス山の3ヶ所のカルデラは共にラムサール条約登録地がある。
島内はラゴア、ノルデステ、ポンタ・デルガダ、ポヴォアサン、リベイラ・グランデ、ヴィラ・フランカ・ド・カンポの6つの行政区（市）に分かれる。主要な街はみな海に面している。ポンタ・デルガダの人口は、7万人（2004年）で、アゾレス諸島の人口の3分の1以上が集中するアゾレス諸島最大の都市である。またアゾレス諸島自治区の首都であり、行政と文化の中心となっている。1976年にはアゾレス大学が設置された。またポンタ・デルガダには島内最大の港と空港がある。市の西端に位置する空港からは、ポルトガル本土のリスボンおよびポルトから航空便が開設され毎日発着するほか、アゾレス諸島の他の島にも定期便が就航しており、観光の拠点ともなっている。
島内の主な産業は漁業、観光、茶、パイナップルの生産である。

## 交通

### 空港
- ポンタ・デルガダ空港

## 出身者
- フランシスコ・カブラル - 大友宗麟に洗礼を授けたイエズス会宣教師
- ペドロ・パウレタ - サッカーポルトガル代表選手